# Michel Le Tellier (jésuite)
Pour les articles homonymes, voir Michel Le Tellier et Le Tellier.
Michel Le Tellier, né le 16 octobre 1643 au Vast, dans le Cotentin, mort le 2 septembre 1719 à La Flèche, est un jésuite français, enseignant et ardent polémiste. Il devient recteur du collège de Clermont, à Paris, puis provincial des jésuites de France, et enfin, de 1709 à 1715, confesseur de Louis XIV et titulaire de la feuille des bénéfices.
Dur, impétueux, opposé aux jansénistes, il est cruellement dénigré par ses ennemis, qui tracent le portrait d'un homme de pouvoir violent, faux, méprisant et sans scrupules. Les pères jésuites s'attachent à dénoncer les exagérations, les mensonges et les erreurs d'appréciation qui seraient contenues dans ce jugement.

## Biographie

### Jeunesse et formation

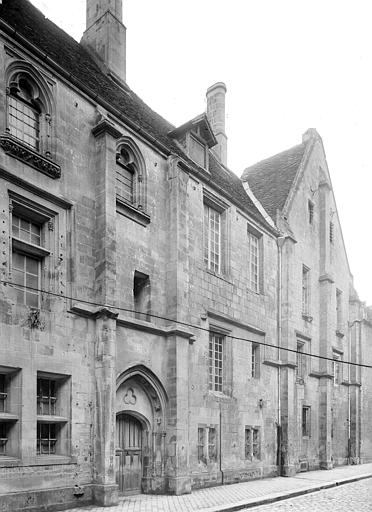
Le collège Royal Bourbon de Caen, où Michel Le Tellier étudie.

Les registres paroissiaux ayant disparu mystérieusement, des incertitudes planent sur le lieu et la date de sa naissance. Selon Louis Moréri et Voltaire, il serait né à Vire, fils d’un procureur de cette ville. Selon le père Bliard et le père Hamy, il serait né le 16 octobre 1643 non loin de Cherbourg, au Vast, dans le hameau de l'Énauderie. Il serait le fils de N. Le Tellier et de Marie Michel, originaire de Canteloup. Selon d'autres sources, le lieu de naissance de Michel Le Tellier serait Viessoix ou Coulonces, et la date serait le 16 ou le 17 décembre,,,. Lorsque Louis XIV lui demande s'il est parent du chancelier Le Tellier, de Louvois et de l'archevêque de Reims, il « s'anéantit », sous l'œil scrutateur du médecin Fagon, qui n'y voit qu'humilité affectée (« singeries hypocrites », selon Saint-Simon) : « Je suis, répond Le Tellier, un pauvre paysan de Basse-Normandie, où mon  père était un fermier. »
Il fait ses études au collège des jésuites de Caen. À 17 ans, le 26 septembre 1661, il entre au noviciat de la Compagnie de Jésus. Il est élevé au sacerdoce en 1674. Il acquiert de bonnes connaissances en théologie. Mais ses supérieurs le destinent aux lettres. Au long de sa carrière, il va enseigner la grammaire, les humanités et la rhétorique, quatre ans la philosophie et 28 ans l'Écriture sainte.
Il régente les classes de philosophie et d'humanités. Il est admis à la profession solennelle des quatre vœux le 2 février 1677, à Rennes. Il est chargé de donner, pour l'usage du dauphin, une édition de l'Histoire d’Alexandre le Grand de Quinte-Curce. Il y travaille durant son séjour à Rennes. En 1678, il est professeur au collège de Clermont, à Paris, lorsque paraît cet ouvrage, qui est bien accueilli. Il vaut à son auteur d'être choisi, avec quelques autres jésuites, pour former au collège de Clermont une société de savants, dans le sillage des Jacques et Jean Sirmond, et des Paul, Alexandre et Denis Pétau. L’entreprise se révèle ardue. Puis elle est compromise par le goût que Le Tellier manifeste pour les écrits polémiques. Mais ce goût va le conduire aux premiers emplois de la Compagnie. Il devient réviseur, puis recteur du collège de Clermont.

### Controverses

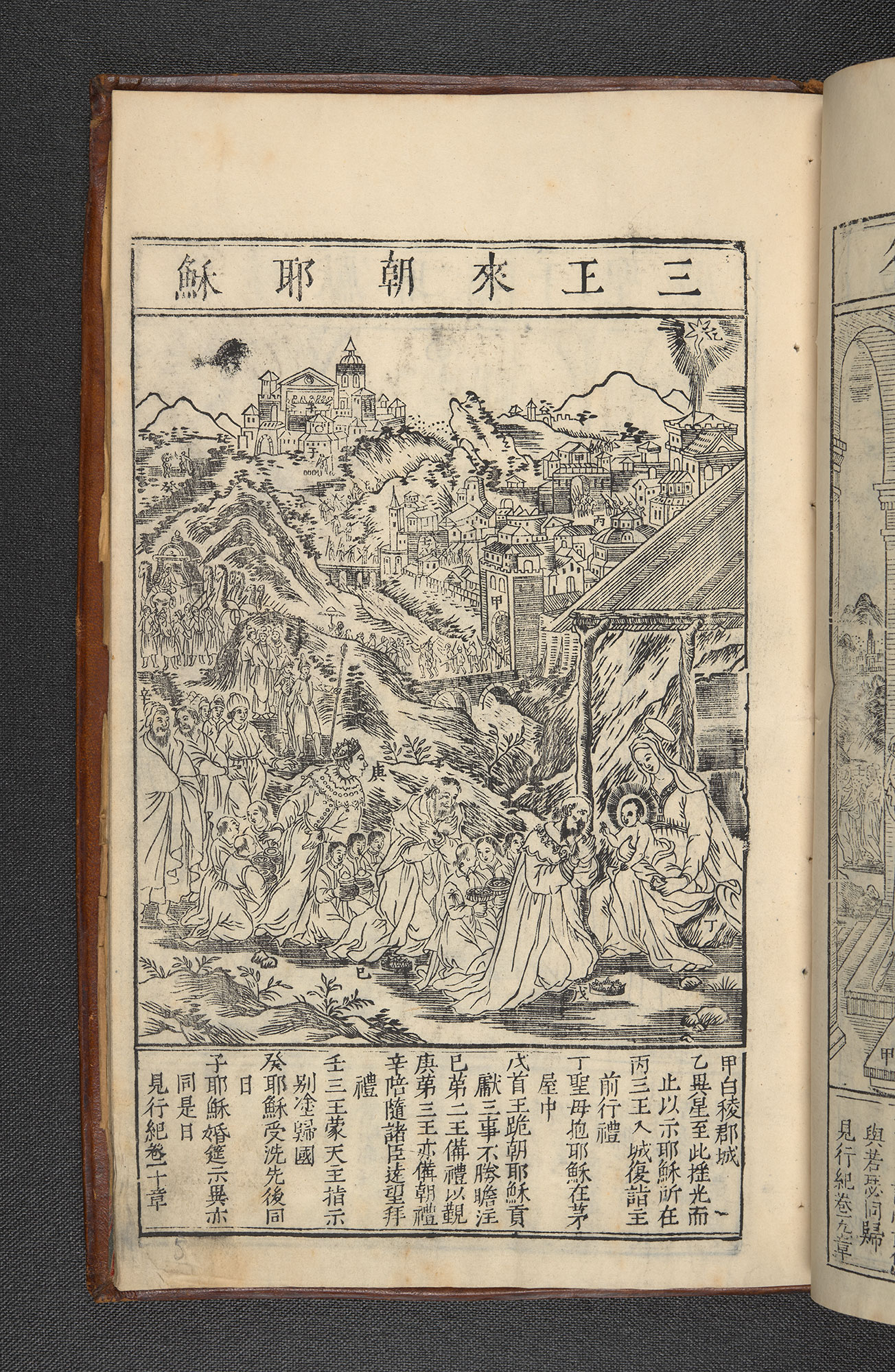
Histoire illustrée de la vie du Christ (1637), due au missionnaire jésuite Giulio Aleni.

En 1667 paraît une traduction en français du Nouveau Testament, dite « Nouveau Testament de Mons ». Elle est due à des jansénistes, principalement à Lemaistre de Sacy. Le Tellier attaque cette traduction dans trois livres, qui paraissent en 1672, 1675 et 1684.
Il s'investit ensuite dans la controverse sur les rites chinois. En Chine, les missionnaires jésuites pratiquent l'inculturation, ce que vont dénoncer leurs rivaux, les franciscains et les dominicains, puis plus tard les Missions étrangères. Le Tellier soutient les missionnaires jésuites en publiant en 1687 une Défense des nouveaux chrétiens et des missionnaires de la Chine, du Japon et des Indes. Il parvient habilement à semer le doute sur les témoignages qui fondent les attaques des franciscains et des dominicains contre les rites chinois. Il fait remarquer que le problème se pose en Chine parce que les jésuites y sont quasiment les seuls Européens : il leur est donc très difficile de produire « des témoins objectifs susceptibles d’accréditer le bien-fondé de leurs positions ». Le livre est combattu par le janséniste Antoine Arnauld et son ami Du Vaucel. Il connaît une deuxième édition en 1690. En 1700, au plus fort de la dispute, le janséniste Noël Alexandre publie Apologie des dominicains missionnaires de la Chine ou Réponse au livre du père Le Tellier, jésuite…
Les querelles opposent les missionnaires sur le terrain. Leurs supérieurs cherchent plutôt l'apaisement. Le 13 novembre 1687, le supérieur des Missions étrangères, Jacques-Charles de Brisacier, a donné son approbation au Défense des nouveaux chrétiens du jésuite Le Tellier. Mais, l'année suivante, les hostilités atteignent le point de non-retour : le jésuite Guy Tachard demande à Louis XIV et au pape Innocent XI l'expulsion des Missions étrangères du Siam. Le 20 avril 1700, Brisacier révoque son approbation. Il dit s'être trompé par manque d'information : en 1687, ses missionnaires n'étaient en Chine que depuis trois ans. Le Tellier réplique par une Lettre à Monsieur***, docteur de Sorbonne, au sujet de la révocation faite par M. l'abbé de Brisacier de son approbation donnée en 1687 au livre intitulé « Défense des nouveaux chrétiens et des missionnaires de la Chine ». En fin d'année, Le Tellier se trouve à  Rome, où Défense des nouveaux chrétiens déplaît. Mais le livre est défendu par Tirso González, général des jésuites, devant la Sacrée Congrégation de l'Inquisition. Il n'est pas condamné. Il est seulement mis à l'Index le 22 décembre 1700, et Le Tellier doit quitter Rome.
Au moment de la querelle du péché philosophique, il défend la position des jésuites dans L’Erreur du péché philosophique combattue par les jésuites, publié en 1691. Il affronte encore les jansénistes dans Recueil de bulles sur les erreurs des deux derniers siècles (1697), Histoire des cinq propositions de Jansénius (sous le pseudonyme de Dumas, 1699), Le P. Quesnel, séditieux et hérétique (1705), etc.

### Autres travaux
Il contribue, avec le père Besnier, à la traduction du Nouveau Testament entreprise par le père Bouhours. Le Nouveau Testament de Nostre Seigneur Jesus-Christ, traduit en françois selon la Vulgate paraît de 1697 à 1703. En 1701, Le Tellier est à l'initiative avec le père Lallemant du lancement du Journal de Trévoux, recueil d'extraits d'articles scientifiques parus en Europe. Il est choisi pour continuer les Dogmes théologiques laissés inachevés par Denis Pétau à sa mort : Le Tellier en termine le Traité de la pénitence, qui n’est pas imprimé. En juillet 1708, il devient provincial des jésuites de France.

### Confesseur du roi

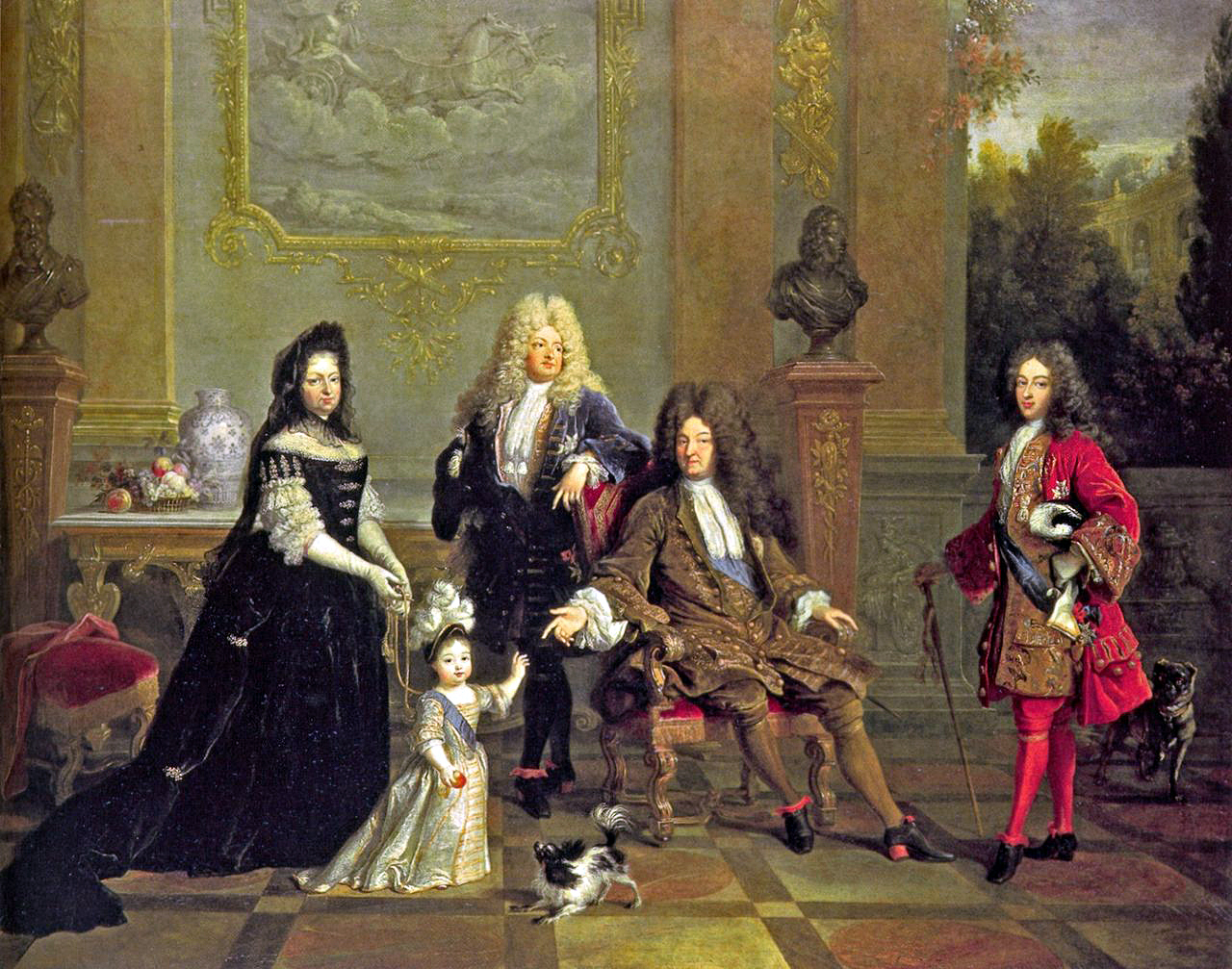
vers 1710, entouré d'un de ses arrière-petits-fils, de la duchesse de Ventadour, de Monseigneur et du duc de Bourgogne.

Le 20 janvier 1709 meurt le père de La Chaise, confesseur du roi. Le 21 février, Le Tellier est choisi pour le remplacer. « On assure, dit le père de Clorivière, dans beaucoup de libelles et même dans quelques histoires, que le jésuite fut dès lors l’âme de toutes les affaires et qu’il se montra violent et persécuteur. Mais Louis XIV ne suivit pas, après 1709, une conduite différente de celle qu’il avait tenue jusque-là ; il regardait les jansénistes comme dangereux et il les contint avec fermeté. »

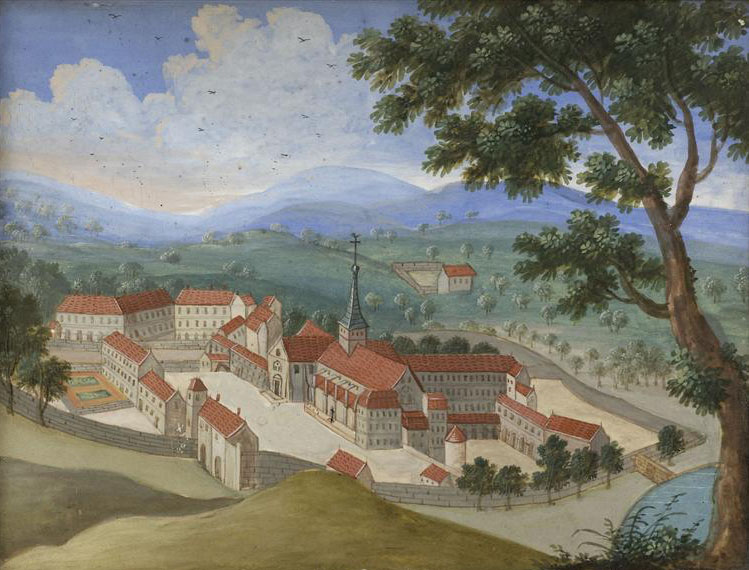
Port-Royal des Champs.

Saint-Simon rend Le Tellier responsable de la destruction, en 1709, de l'abbaye de Port-Royal des Champs. Le père Bliard certifie que le confesseur et les jésuites sont totalement étrangers à cette décision du roi. La même année, Le Tellier devient membre honoraire de l’Académie royale des inscriptions et médailles. 
Les persécutions contre les protestants connaissaient des périodes de répit. Selon Hœfer, depuis que le père Le Tellier est confesseur, elles ne cessent plus. 
Saint-Simon reproche au confesseur, titulaire de la feuille des bénéfices, de distribuer les abbayes à « des va-nu-pieds et des valets à tout faire », jadis bien éloignés d'oser prétendre à ce que leur donne le confesseur, et désormais dévoués à ses volontés. Toujours selon le mémorialiste, Le Tellier remplit « soigneusement » l'épiscopat de France « de gens sans nom, sans lumière, de plusieurs sans conscience et sans honneur, et de quelques-uns publiquement vendus à l'ambition la plus déclarée et à la servitude la plus parfaite du parti qui les [peut] élever ». Là encore, le père Bliard rejette l'accusation.

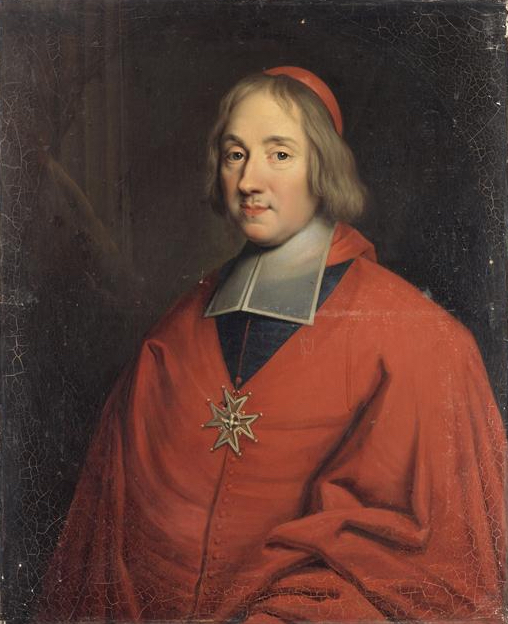
Le cardinal Louis-Antoine de Noailles, archevêque de Paris.

Lorsqu'il distribue les bénéfices, Le Tellier déplore de devoir composer avec le cardinal de Noailles, archevêque de Paris, membre comme lui du conseil de Conscience. Le Tellier et les jésuites nourrissent plusieurs griefs à l'encontre du cardinal. Ils ne pardonnent pas le camouflet « violent » que madame de Maintenon leur a infligé en 1695 en faisant nommer Noailles à l'archevêché de Paris, à leur insu. Noailles s'est fragilisé peu après en approuvant les Réflexions morales de l'oratorien Pasquier Quesnel, ouvrage que les jésuites ont fait condamner à Rome en 1708. De plus, en 1711, Noailles a interdit quelques jésuites de chaire et de confessionnal. Le Tellier entreprend de se venger du cardinal par des « manèges obscurs » que décrit Saint-Simon.

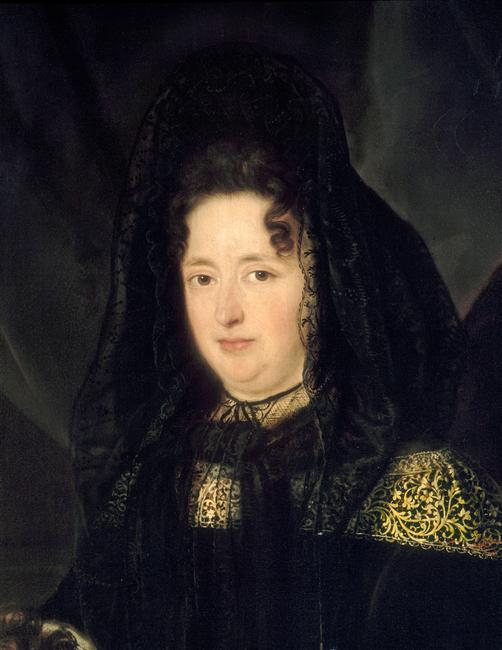
Madame de Maintenon, vers 1688.

Pour briser la faveur de Noailles auprès du roi, la difficulté consiste à circonvenir madame de Maintenon, qui n'éprouve qu'« aversion » pour les jésuites. En 1713, Le Tellier se sert d'Henri-Pons de Bissy, évêque de Meaux, « de tout temps abandonné aux jésuites » parce qu'il en attend toute sa fortune. Madame de Maintenon ignore cette « union ancienne et la plus intime avec les jésuites ». Bissy peut donc gouverner l'épouse secrète du roi selon les vœux de Le Tellier, la brouiller avec Noailles, et, par elle, gagner le ministre Voysin et perdre Noailles dans l'esprit du roi grâce à l'affaire Quesnel,. Pour le père Bliard, « cette coalition, habilement inventée, n'a jamais existé ». Il ne voit là « qu'un jeu d'imagination » dans la tête de Saint-Simon.
Toujours selon Saint-Simon, Le Tellier intrigue également à Rome pour mettre Noailles en mauvaise posture vis-à-vis de Louis XIV et du pape. Il accable le roi de sollicitations pour qu'il presse Clément XI de fulminer une bulle condamnant « une foule de propositions » extraites du livre de Pasquier Quesnel. Le confesseur trouve à Rome des séides dans le père Daubenton et le cardinal Fabroni : ce jésuite et ce prélat vont forcer la main au pape pour obtenir le droit de rédiger la bulle voulue par Le Tellier, la bulle Unigenitus,. L'imputation — « ridicule » et « outrageante » selon le père de Clorivière — est également présente dans Dorsanne et Villefore, et dans Fénelon. Pour le père Bliard, cette ligue formée par Le Tellier « ne se rencontre nulle part ».
La situation désastreuse des affaires a déjà contraint le roi à des impôts « furieux ». Et il devient nécessaire de les augmenter encore fortement. Les scrupules tourmentent Louis XIV, il éprouve de la compassion pour ses sujets, il sombre dans une inquiétante mélancolie. Il finit par s'en ouvrir à son confesseur. Quelques jours plus tard, celui-ci lui dit avoir consulté les « plus habiles docteurs de Sorbonne », et assure que les biens des sujets du roi sont « à lui en propre », et que, quand il les prend, il ne prend que ce qui lui appartient.
Louis XIV craint qu'après sa mort, la haine et la vengeance ne s'abattent sur son confesseur. « Sire, lui répond Le Tellier, que pourrais-je craindre, quand je défends les seuls intérêts de Dieu ? Si la Compagnie succombait en combattant pour une aussi belle cause, Dieu saurait se créer d’autres défenseurs. Il n’est pas nécessaire que la Compagnie ne meure point, mais il est nécessaire que la sainte Église demeure sans tache et toujours debout. »

### Après la mort de Louis XIV
Louis XIV meurt le 1er septembre 1715. Dans son deuxième codicille, il a désigné Le Tellier comme confesseur de Louis XV. Mais, dès le moment où Louis XIV expire, écrit le père Hamy, « la persécution et l'exil » deviennent le « partage » de Le Tellier.

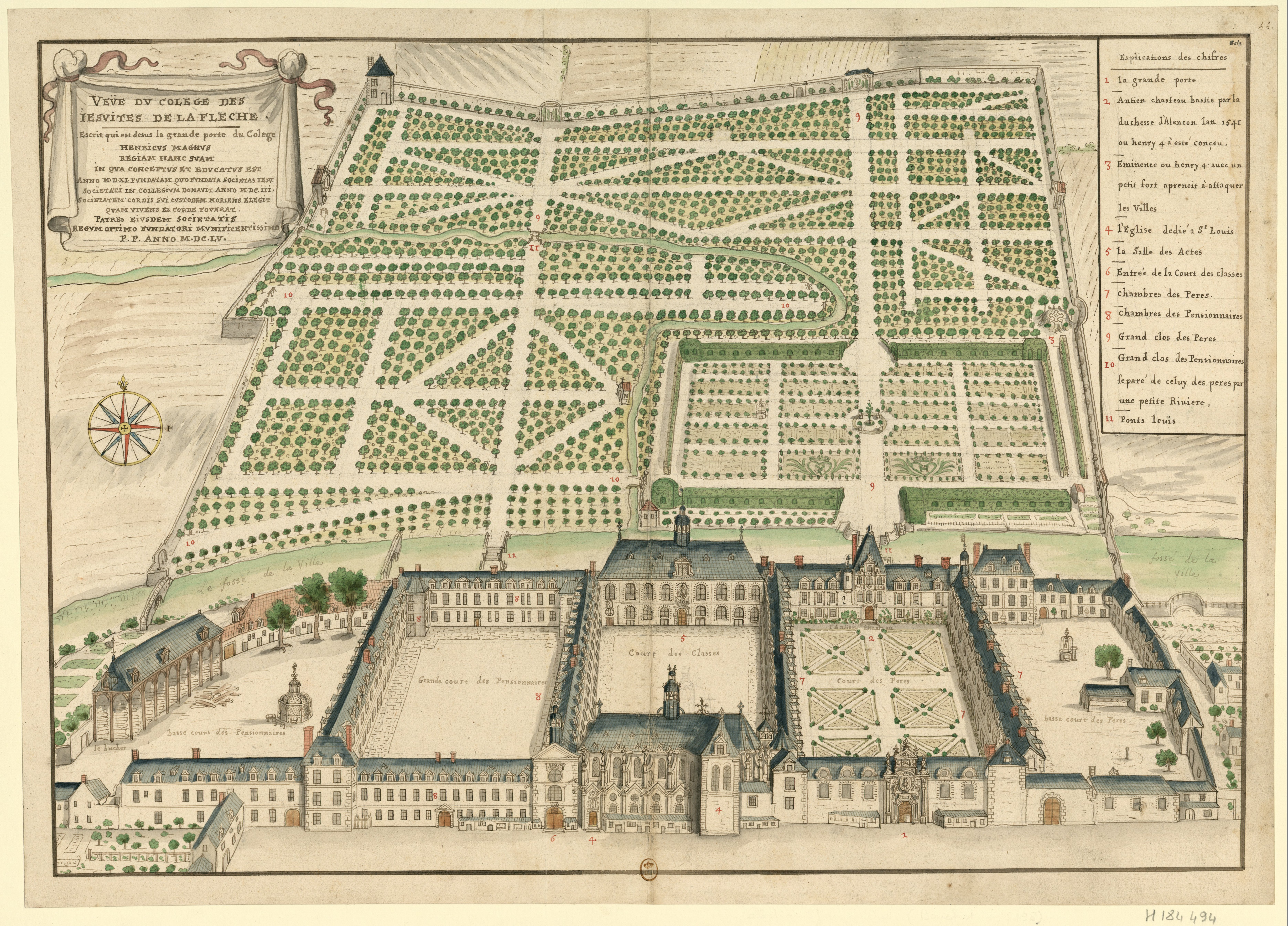
Le collège de La Flèche, en 1695. Le père Le Tellier y vit ses six derniers mois.

Celui-ci se trouve « en butte à toute la haine du parti triomphant », dit le père de Clorivière, qui précise que l'ancien confesseur est « particulièrement odieux au cardinal de Noailles ». Le père Hamy quant à lui ne sait dire si la disgrâce est due « à un ressentiment politique du Régent et de son parti », à une vengeance des jansénistes, à « une réaction du nouveau pouvoir contre l’influence des jésuites sous le long règne de Louis XIV », ou à un peu de tout cela. Toujours est-il que le Régent, « sous l'influence de Saint-Simon et des jansénistes, », décide d'exiler l'ancien confesseur. Le 22 novembre, celui-ci reçoit l'ordre de quitter Paris. Léon de Gesvres, archevêque de Bourges, refuse de le recevoir dans son diocèse. Le Tellier est alors assigné à résidence au collège des jésuites d'Amiens, sous la responsabilité de l'évêque Pierre Sabatier. Il s'y comporte, selon Saint-Simon, en « boute-feu furieux, et enragé de n'être plus le maître ».
« Ses commerces en France, ses intrigues aux Pays-Bas, ses cabales partout, ses machinations diverses ne purent demeurer secrètes. » En février 1719, il est expulsé d'Amiens et envoyé au collège des jésuites de La Flèche. Si l'on en croit Saint-Simon, il y est accueilli avec mépris et dureté par des « confrères aigris » qui, du temps de sa « terrible domination », désapprouvaient « la violence de sa conduite […] la terreur générale qu'il avait imposée aux jésuites même » : « Tous le haïssaient comme on déteste un maître grossier, dur, inaccessible, plein de soi-même, qui se plaît à faire sentir son pouvoir et son mépris. » Michel Le Tellier meurt à La Flèche le 2 septembre 1719, à l’âge de 75 ans.

## Détracteurs et défenseurs
Le Tellier est un polémiste, un batailleur ; il est donc difficile de trouver sur lui des avis pondérés — de la part de détracteurs comme de celle de défenseurs. Ses écrits contre les jansénistes, observe le père de Clorivière, « exposèrent Le Tellier à l’animadversion d’un parti nombreux et puissant, qui l'a peint ensuite comme ayant horriblement abusé de la confiance de Louis XIV ». « Aucune injure ne lui a été épargnée par les jansénistes », dit le père Hamy. La haine que peut susciter le confesseur parmi les adversaires de la bulle Unigenitus se retrouve dans cette épigramme de Madame la Duchesse douairière, fille de Louis XIV :
Un jour deux diables en volant

Firent une gageure

À qui chierait le plus puant

Sur l'humaine nature

L'un d'eux chia Le Tellier

L'autre d'effroi recule

Et pour surpasser le premier

Soudain chia la bulle

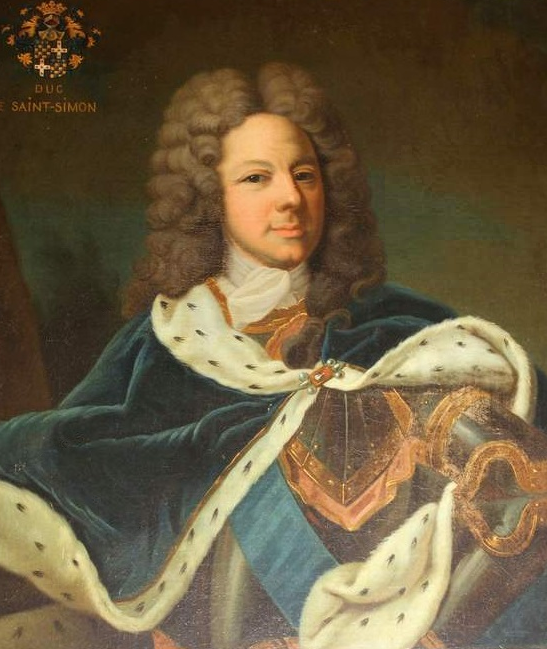
Le mémorialiste Louis de Rouvroy, duc de Saint-Simon.

Pour le père de Clorivière, « ceux qui l’ont le plus maltraité » sont le duc de Saint-Simon (dans ses Mémoires), l'abbé janséniste Antoine Dorsanne (dans son Journal ) et l'érudit Villefore (dans les Anecdotes ou Mémoires secrets sur la constitution Unigenitus),. Duclos, dans ses Mémoires secrets, a également peint Le Tellier « comme un homme dur, orgueilleux, violent, qui dirigeait tout et dont les évêques suivaient aveuglément les ordres ».
Saint-Simon a de la sympathie pour les jansénistes. Sa plume féroce n'épargne donc pas Le Tellier. À tel point que le jésuite Pierre Bliard, en 1891, consacre un livre de 430 pages (Les Mémoires de Saint-Simon et le père Le Tellier ) à réfuter pied à pied les excès de verve du mémorialiste. Les choses n'en restent pas là. Léon Séché vient aussitôt défendre Saint-Simon dans la Lettre au P. Bliard […] en réponse à son livre Les Mémoires de Saint-Simon et le P. Le Tellier. L'historien Georges Goyau suit le père Bliard dans ses principales réfutations de Saint-Simon.
Parmi ceux qui dénoncent les erreurs et la malveillance des détracteurs de Le Tellier, on peut également citer le père jésuite Pierre-Joseph de Clorivière, dit Picot, qui rédige l'article « Letellier (Michel) », dans la Biographie universelle de Louis-Gabriel Michaud. 

### Portrait physique
« Il eût fait peur au coin d'un bois, dit Saint-Simon. Sa physionomie était ténébreuse, fausse, terrible ; les yeux ardents, méchants, extrêmement de travers. »

### Portrait moral
Louis XIV dit, parlant de son confesseur au duc d'Harcourt : « Je ne crois pas qu'il y ait dans tout mon royaume une âme plus intrépide et plus sainte. »
Le père jésuite Alfred Hamy parle d'« un religieux modèle, plein de mépris pour lui, se traitant avec rigueur, et dont les vertus surnaturelles étaient reconnues de tout le monde ». Il évoque une « âme faite d'acier, qui ne connaissait pas d'autre ligne que la ligne droite du devoir et qui avait un inviolable attachement aux grands principes ». Le père Hamy nuance tout de même son jugement : « Tout en admirant cette intransigeance de doctrine, on peut regretter que le P. Le Tellier n'ait pas su la mieux faire accepter par l'aménité, la grâce et la douceur de forme. »
Voltaire parle du confesseur lorsqu'il dépeint la triste fin de vie de Louis XIV : « Le dérangement des finances, auquel il [Louis XIV] ne put remédier, aliéna les cœurs. Sa confiance trop entière pour le père Le Tellier, homme trop violent, acheva de les révolter. C'est une chose très remarquable que le public, qui lui pardonna toutes ses maîtresses, ne lui pardonna pas son confesseur. »
Le père Bliard déplore que Saint-Simon ne nous ait montré Le Tellier « qu'avec un cortège de hideux défauts ». Le mémorialiste, en effet, ne le ménage pas :

« Son esprit dur, entêté, appliqué sans relâche, dépourvu de tout autre goût, ennemi de toute dissipation, de toute société, de tout amusement […] Sa vie était dure par goût et par habitude : il ne connaissait qu'un travail assidu et sans interruption […] Sa tête et sa santé étaient de fer, sa conduite en était aussi, son naturel cruel et farouche […] Il était profondément faux, trompeur, caché sous mille plis et replis, et, quand il put se montrer et se faire craindre, exigeant tout, ne donnant rien, se moquant des paroles les plus expressément données lorsqu'il ne lui importait plus de les tenir, et poursuivant avec fureur ceux qui les avaient reçues. C'était un homme terrible […] Il n'avait ni parents ni amis […] Il était né malfaisant […] Violent jusqu'à faire peur aux jésuites les plus sages […] Grossier et ignorant à surprendre, insolent, impudent, impétueux […] à qui tous moyens étaient bons pour arriver à ses fins […] De lui sont sorties les incroyables tempêtes sous lesquelles l'Église, l'État, le savoir, la doctrine, et tant de gens de bien de toutes les sortes gémissent encore aujourd'hui… »

Pour le père de Clorivière, « il est possible qu’avec de bonnes vues, dans le fond, Le Tellier ait été, en quelques occasions, entraîné trop loin par l’ardeur de son zèle ; mais il y a loin de là au caractère odieux qu’on lui prête et au rôle violent qu’on lui fait jouer ». À la lecture de Saint-Simon, le père Bliard estime lui aussi « que les violences et les fureurs du confesseur ont été démesurément grossies, et qu'elles pourraient bien se réduire à un zèle, ardent sans doute, mais sage, éclairé ». 

## Publications
On trouve une liste plus complète des publications du père Le Tellier dans Bibliothèque de la Compagnie de Jésus, de Carlos Sommervogel.
Œuvres
- Defense des nouveaux chrestiens et des missionnaires de la Chine, du Japon, & des Indes : contre deux livres intitulez, La morale pratique des jésuites, et L’esprit de M. Arnauld, Paris Estienne Michallet, 1687-1690.
- Histoire des cinq propositions de Jansenius, Liège, Moumal, 1699, 2 vol.
- Le P. Quesnel heretique dans ses Réflexions sur le Nouveau Testament, Bruxelles, M. Michiels, 1705.
- L’Erreur du péché philosophique combattue par les Jésuites, Liège, Pierre Borgelot, 1691.
- Lettre à Monsieur ** docteur de Sorbonne : au sujet de la révocation faite par M. l’abbé de Brisacier de son approbation donnée en 1687 au livre intitulé, Défense des nouveaux Chrestiens & des missionnaires de la Chine, &c., Paris, [s.n.], 1700.
- Lettre d’un docteur en théologie à un missionnaire de la Chine, qui lui a proposé divers doutes sur le chemin qu'il doit suivre dans ces missions, [s.l.n.d.], 1636. Rééd. Lettre d’un docteur en théologie à un missionnaire de la Chine, sur archive.org, Paris, Michallet, 1687.
- Lettre d’un théologien à une personne de qualité, sur le nouveau livre des jésuites, contre la Morale pratique, intitulé défense des nouveaux chrestiens, &c., Paris, [s.n.], 1688.
- Observations sur la Nouvelle défense de la version françoise du Nouveau Testament imprimée à Mons. Pour justifier la conduite des papes, des évêques & du roy, à l’égard de cette version, Rouen, Estienne Michallet, 1685, 1684.
- Recueil de pièces concernant les religieuses de Port-Royal des Champs, qui se sont soumises à l’Eglise, Paris, Imprimerie Royale, 1710.
- Recueil historique des bulles et constitutions, brefs, décrets & autres actes, concernans les erreurs de ces deux derniers siècles : tant dans les matières de la foy que dans celles des mœurs, depuis le Saint Concile de Trente, jusqu’à nôtre temps, Mons, Gaspard Migeot, 1698.

Traduction
Le Nouveau Testament de Nostre Seigneur Jesus-Christ, Paris, Josse, 1698.
Édition
Q. Curtii Rufi De rebus gestis Alexandri Magni cum supplementis Freinshemii. Interpretatione et notis illustravit Michael Le Tellier Jussu Christianissimi Regis, in usum serenissimi Delphini, Paris Frédéric Léonard, 1678.